# Astrabe flavimaculata
Astrabe flavimaculata és una espècie de peix de la família dels gòbids i de l'ordre dels perciformes.

## Morfologia
- Els mascles poden assolir 3,1 cm de longitud total.[4]

## Hàbitat
És un peix marí, de clima temperat i demersal que viu entre 5-6 m de fondària.

## Distribució geogràfica
Es troba al Japó.

## Observacions
És inofensiu per als humans.